# Carl Walther GmbH
Carl Walther GmbH Sportwaffen pronúncia em alemão: [kaʁl ˈvaltɐ ˈgeˈɛmˈbeˈha ˈʃpɔʁtvafn̩], ou simplesmente Walther, é uma fabricante de armas Alemã. Durante mais de 100 anos, a Walther fabricou armas de fogo e armas de ar em suas instalações na Alemanha. Carl Walther Sportwaffen é uma subsidiária do Grupo PW. Walther Arms, Inc. é o representante dos EUA para o negócio Walther e está localizado em Fort Smith, Arkansas.

## Pronúncia do nomeWalther
A pronúncia correta de Walther é [ˈvaltɐ] como a palavra inglesa vaulter. Em Alemão, w soa como /v/, th soa como /t/, e a é uma vogal frontal aberta semelhante à u em ugly. Entretanto, é comum que os falantes do inglês não estejam familiarizados com Alemão fonologia para pronunciar o nome como /ˈwɔ:ltəɹ/.

## Produtos

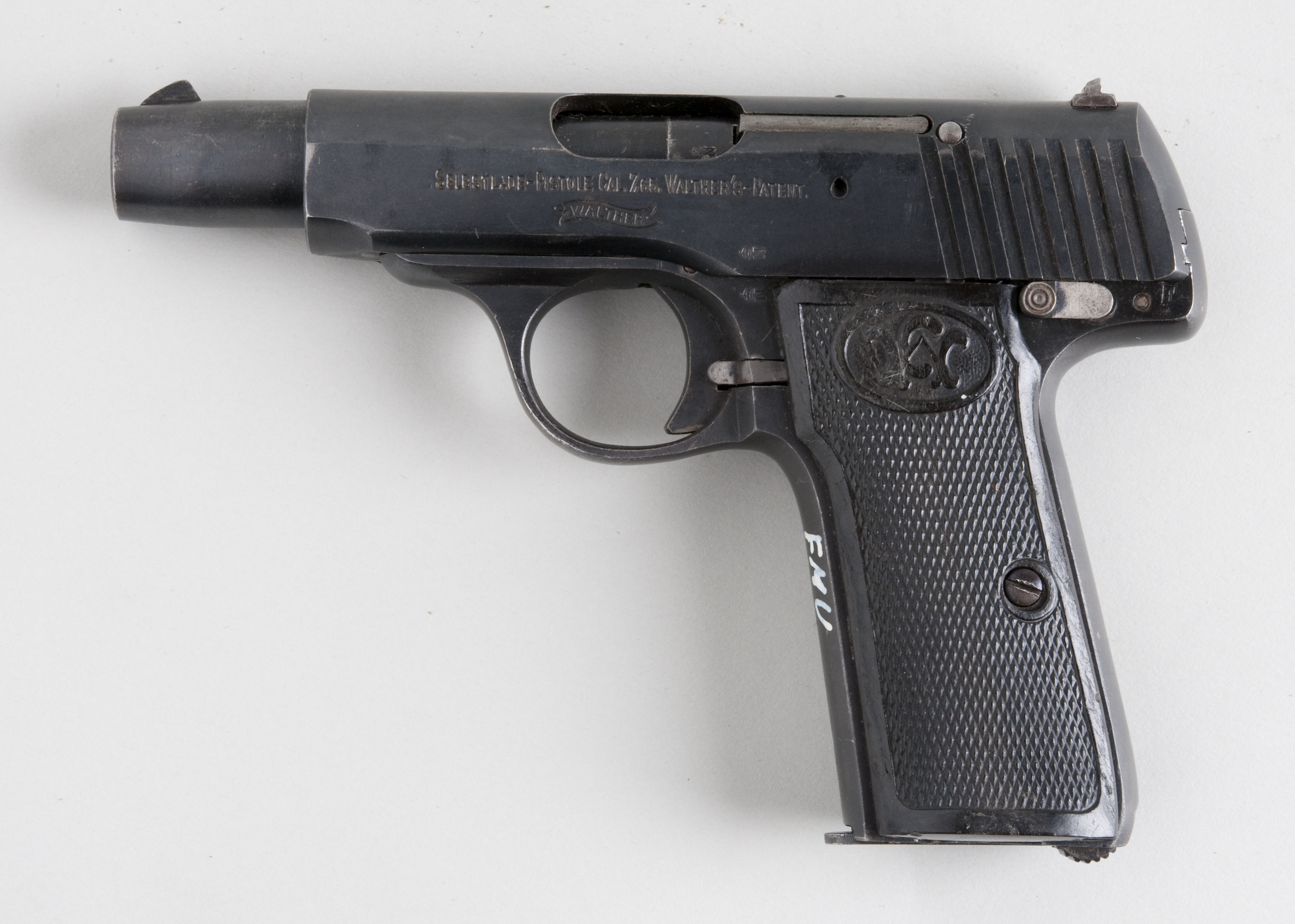
Walther Model 4, 7.65mm / .32 ACP

### Handguns
- Walther OSP
- Walther GSP
- Walther SSP
- Walther Olympia
- Walther SP22
- Walther Model 1
- Walther Model 2
- Walther Model 3
- Walther Model 4
- Walther Model 5
- Walther Model 6
- Walther Model 7
- Walther Model 8
- Walther Model 9
- Walther MP
- Walther HP Army Pistol
- Walther PP
- Walther PP Sport
- Walther PPK
- Walther P38
- Walther Armeepistole
- Walther Special Hi-Power
- Walther Hammerless Target .22
- Walther TPH
- Walther P1
- Walther P4
- Walther P5
- Walther P88/Compact
- Walther P99
- Walther P22
- Walther PPS
- Walther PPS M2
- Walther PK380
- Walther PPQ
- Walther PPX[2]
- Walther CCP
- Walther Creed
- Walther FP60

### Pistola de ar
- Walther LPM1
- Walther LP53
- Walther LP400 (five models) [3]

### Submetralhadoras
- Walther MPK/MPL
- Walther MPSD

### Fuzis
Fuzis de ar
- Walther LGV
- Walther LGU
- Walther LGR
- Walther LG90
- Walther LGM
- Walther LG200
- Walther LG210
- Walther LG300
- Walther LG400
- Walther CG90
- Walther CGM

Fuzis balísticos
- Walther KK200
- Walther KK300
- Gewehr 41
- Gewehr 43
- MKb 42(W)
- Walther G22
- Walther WA 2000

### Facas
Walther faz uma longa linha de facas táticas.